# Dorothea Köring
Dorothea "Dora" Köring (pronunciado /doʁoˈteːa ˈkøːʁɪŋ/; 11 de julio de 1880 – 13 de febrero de 1945) fue una jugadora de tenis alemana.
En los Juegos Olímpicos de Estocolmo de 1912, ganó una medalla de oro en la modalidad de dobles mixtos junto a Heinrich Schomburgk, y una medalla de plata en el torneo individual femenino al aire libre (perdió ante Marguerite Broquedis de Francia).

## Carrera
Köring, miembro del Akademischer SV Dresden, ganó junto al leipzigés Heinrich Schomburgk la medalla de oro en el tenis mixto en los Juegos Olímpicos de 1912 en Estocolmo. En un campo débilmente ocupado debido a la ausencia de los británicos, necesitaron solo dos victorias para triunfar. En la final, vencieron sin dificultad a la pareja sueca formada por Sigrid Fick y Gunnar Setterwall con un marcador de 6-4 y 6-0. De esta manera, Köring se convirtió en la segunda campeona olímpica alemana después de la patinadora artística Anna Hübler (1908). 
En individuales, perdió en la final contra la francesa Marguerite Broquedis en tres sets, ganando así la medalla de plata. Llevaba ventaja contra la francesa durante mucho tiempo, antes de que ella abandonara la cancha para cambiarse los zapatos. Esta maniobra la desconcertó tanto que terminó perdiendo el partido. Su mayor éxito, además de los Juegos Olímpicos, fue ganar los Campeonatos Alemanes en 1912 y 1913; en 1910 había llegado a la final.
En 1927 jugó una gira profesional sin mucho éxito, enfrentándose, entre otras, a Suzanne Lenglen.

## Fallecimiento
Köring falleció en su casa en Dresde durante el bombardeo de Dresde por parte de la Real Fuerza Aérea británica (RAF) y las Fuerzas Aéreas del Ejército de los Estados Unidos (USAAF) en la Segunda Guerra Mundial.

#### Final individuales damas
| Fecha               | Campeonato                         | Superficie | Ganadores            | Resultado     |
| ------------------- | ---------------------------------- | ---------- | -------------------- | ------------- |
| 28 de junio de 1921 | Juegos Olímpicos de Estocolmo 1912 | Tierra     | Marguerite Broquedis | 4–6, 6–3, 6–4 |

#### Dobles mixtos
| Año                 | Campeonato                         | Superficie | Resultado           | Oponente                      | Resultado |
| ------------------- | ---------------------------------- | ---------- | ------------------- | ----------------------------- | --------- |
| 28 de junio de 1912 | Juegos Olímpicos de Estocolmo 1912 | Tierra     | Heinrich Schomburgk | Sigrid Fick Gunnar Setterwall | 6–4, 6–0  |